# Jacob Marsham
Jacob Marsham DD (1760 - 28 de janeiro de 1840) foi um clérigo inglês, cónego de Windsor de 1805 a 1840.

## Vida
Ele nasceu em 1760, terceiro filho de Robert Marsham, 2º Barão Romney. Ele foi educado em Christ Church, Oxford, e foi um membro do King's College, Cambridge, graduando-se MA em 1783 e DD em 1797.
Em 1805, Marsham foi nomeado cônego da décima segunda bancada da Capela de São Jorge, Castelo de Windsor, no lugar de Edward Legge, que fora nomeado reitor.

## Família
Marsham casou-se em 1784 com Amelia Frances Bullock.